# Ocipòdids
Els ocipòdids (Ocypodidae) són una família de crustacis decàpodes de l'infraordre Brachyura que inclou al gènere Ocypode i Uca (per exemple, Uca pugnax), entre altres gèneres de crancs.

## Taxonomia
La família Ocypodidae inclou 134 espècies repartides en gèneres i subfamílies:
Subfamília Gelasiminae Miers, 1886
- Gènere Austruca Bott, 1973
- Gènere Cranuca Beinlich & von Hagen, 2006
- Gènere Gelasimus Latreille, 1817
- Gènere Leptuca Bott, 1973
- Gènere Minuca Bott, 1954
- Gènere Paraleptuca Bott, 1973
- Gènere Petruca Shih, P.K.L. Ng & Christy, 2015
- Gènere Tubuca Bott, 1973
- Gènere Xeruca Shih, 2015

Subfamília Ocypodinae Rafinesque, 1815
- Gènere Afruca Crane, 1975
- Gènere Ocypode Weber, 1795
- Gènere Uca Leach, 1814

Subfamília Ucidinae Števčić, 2005
- Gènere Ucides Rathbun, 1897

1. ↑  «WoRMS - World Register of Marine Species - Ocypodidae Rafinesque, 1815». [Consulta: 25 setembre 2021].